# Chi Trạch quạch
Adenanthera là một chi thực vật có hoa trong họ Đậu.

## Các loài
- Adenanthera abrosperma F.Muell.
- Adenanthera aglaosperma Alston
- Adenanthera borneensis Prain
- Adenanthera forbesii Gagnep.
- Adenanthera intermedia Merr.
- Adenanthera klainei Pierre ex Baker f.
- Adenanthera kostermansii I.C.Nielsen
- Adenanthera malayana Kosterm.
- Adenanthera mantaroa Villiers
- Adenanthera marina I.C.Nielsen
- Adenanthera microsperma Teijsm. & Binn.
- Adenanthera novo-guineensis Baker f.
- Adenanthera pavonina L.
  - Adenanthera pavonina var. luteosemiralis (G.A. Fu & Y.K. Yang) X.Y. Zhu

## Hình ảnh

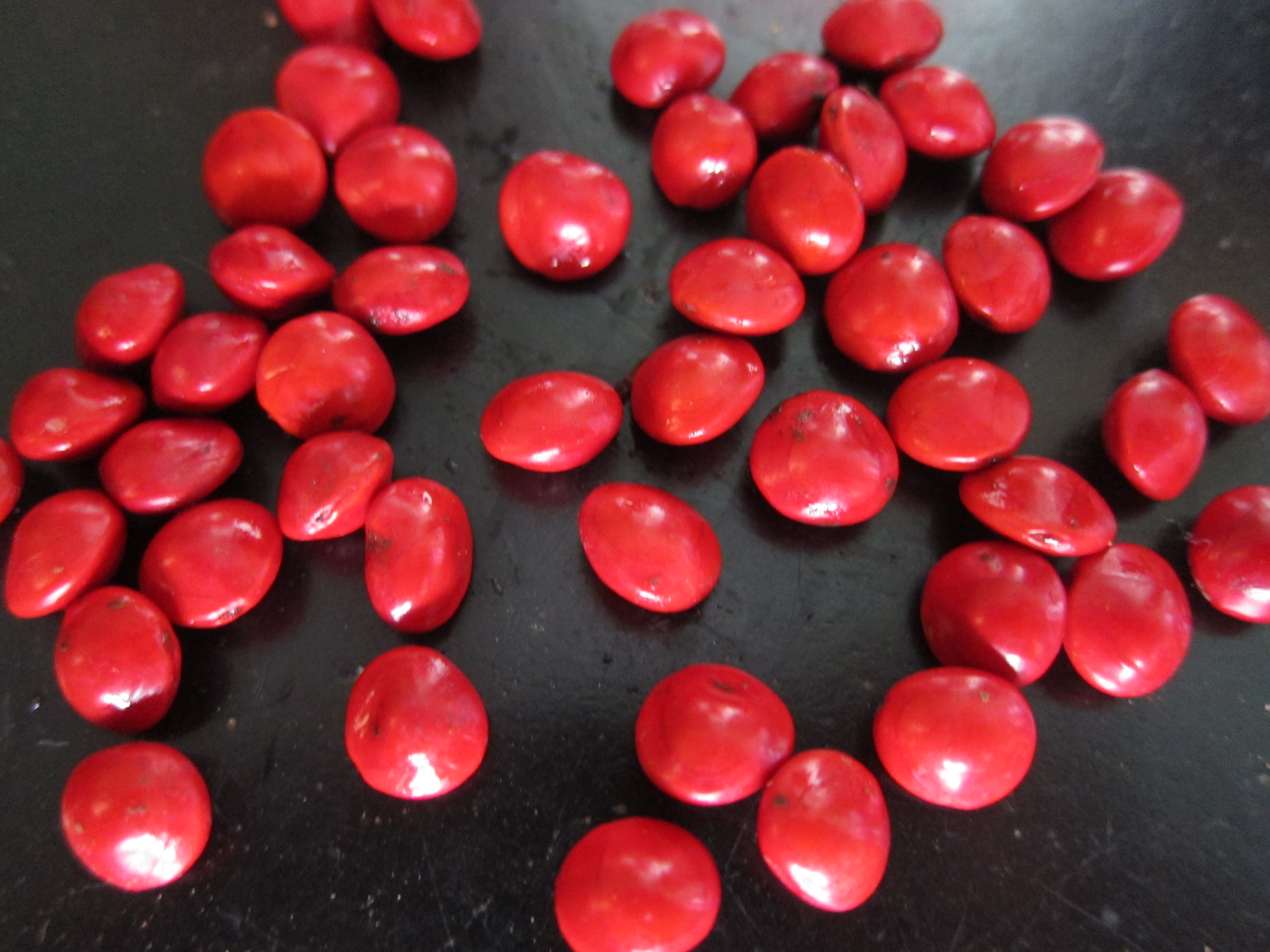
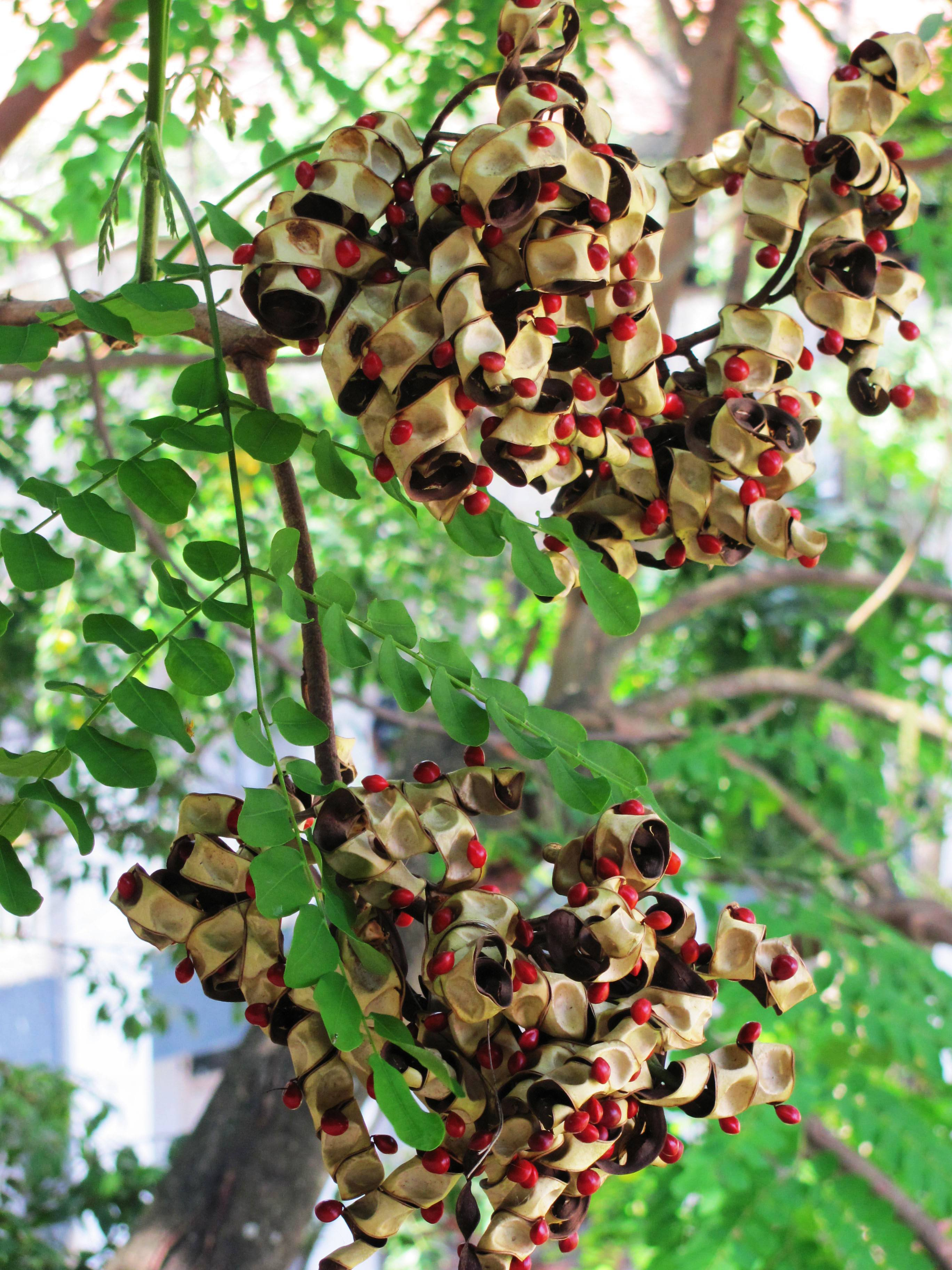
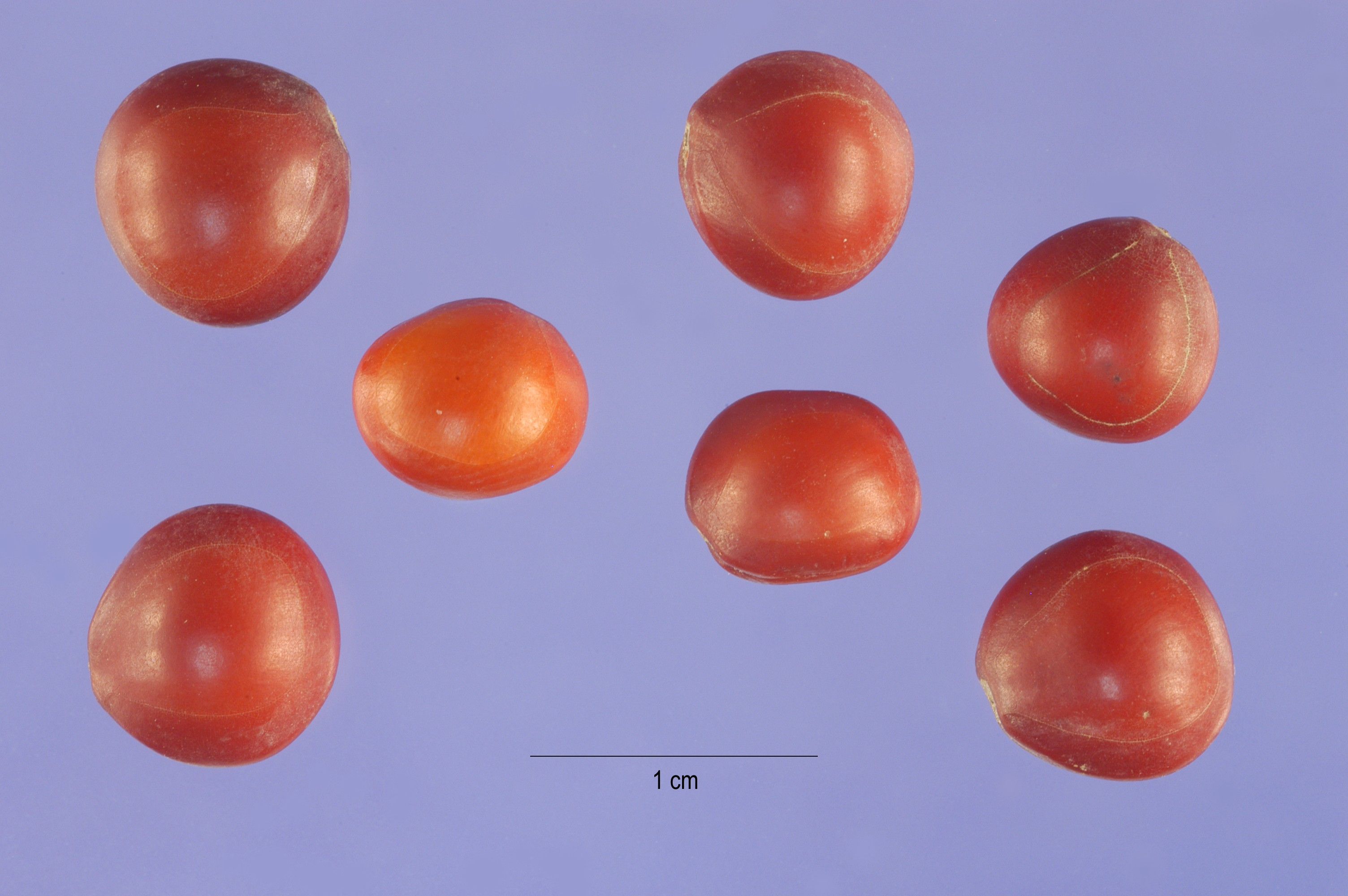
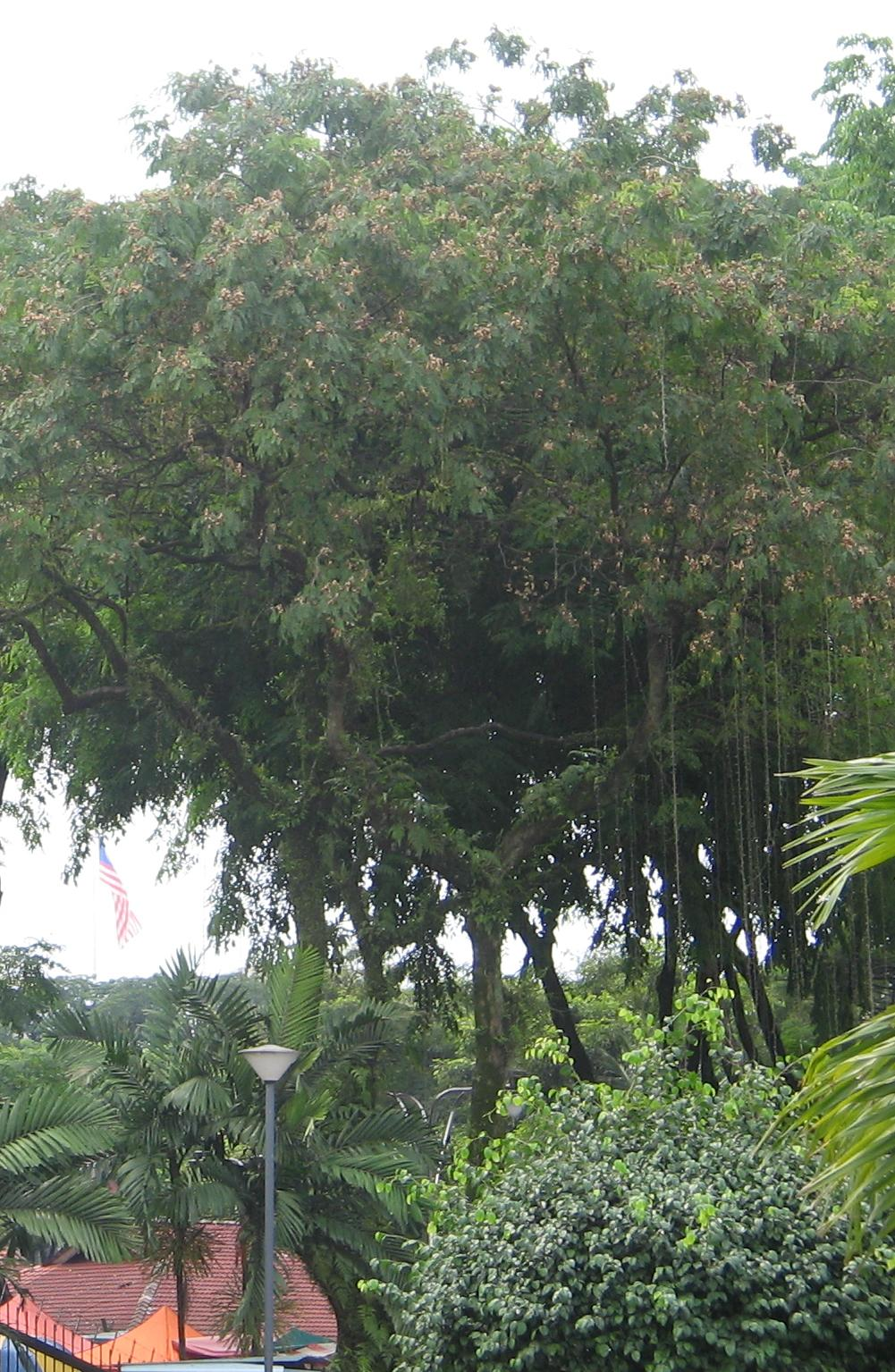
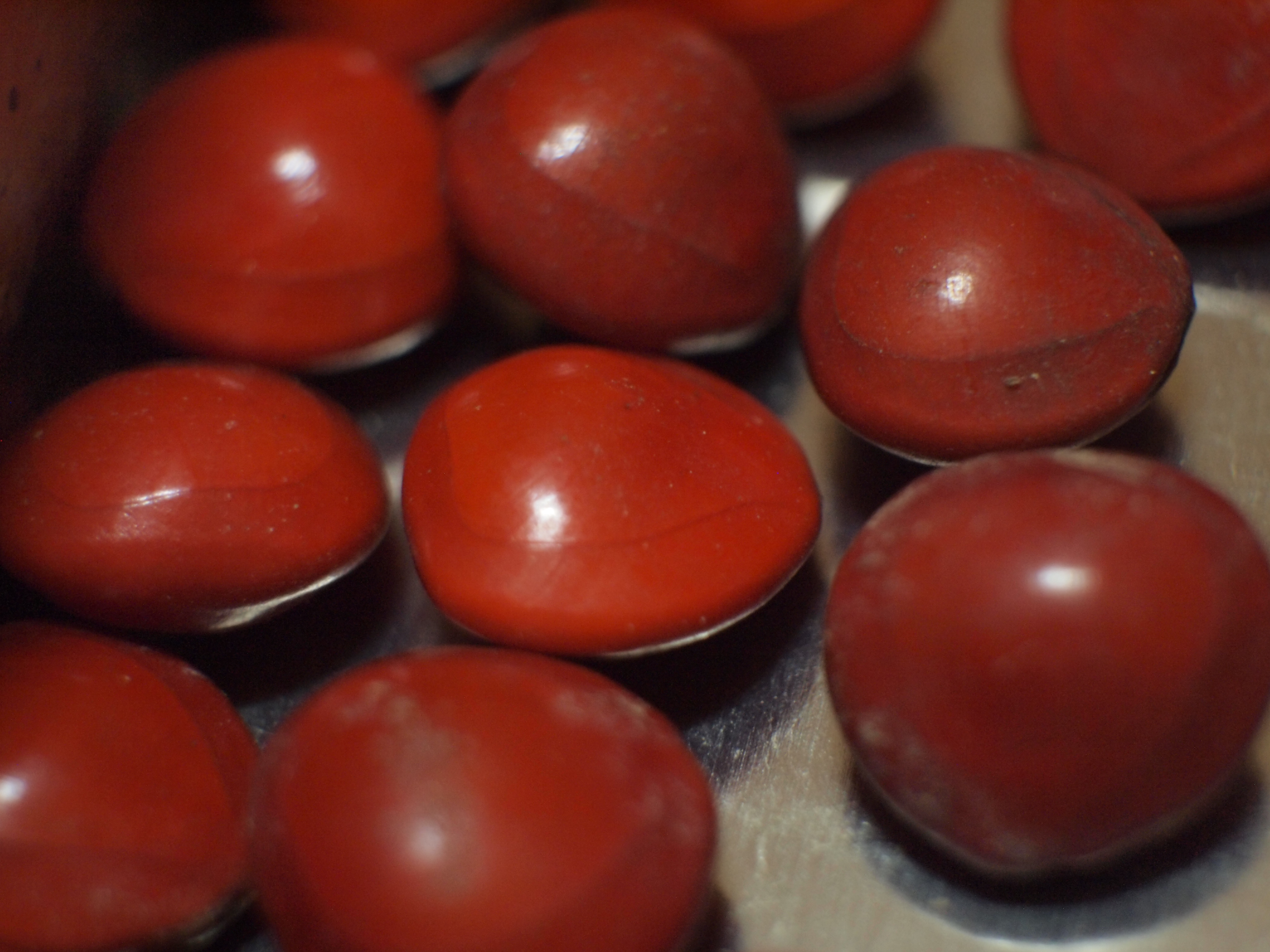
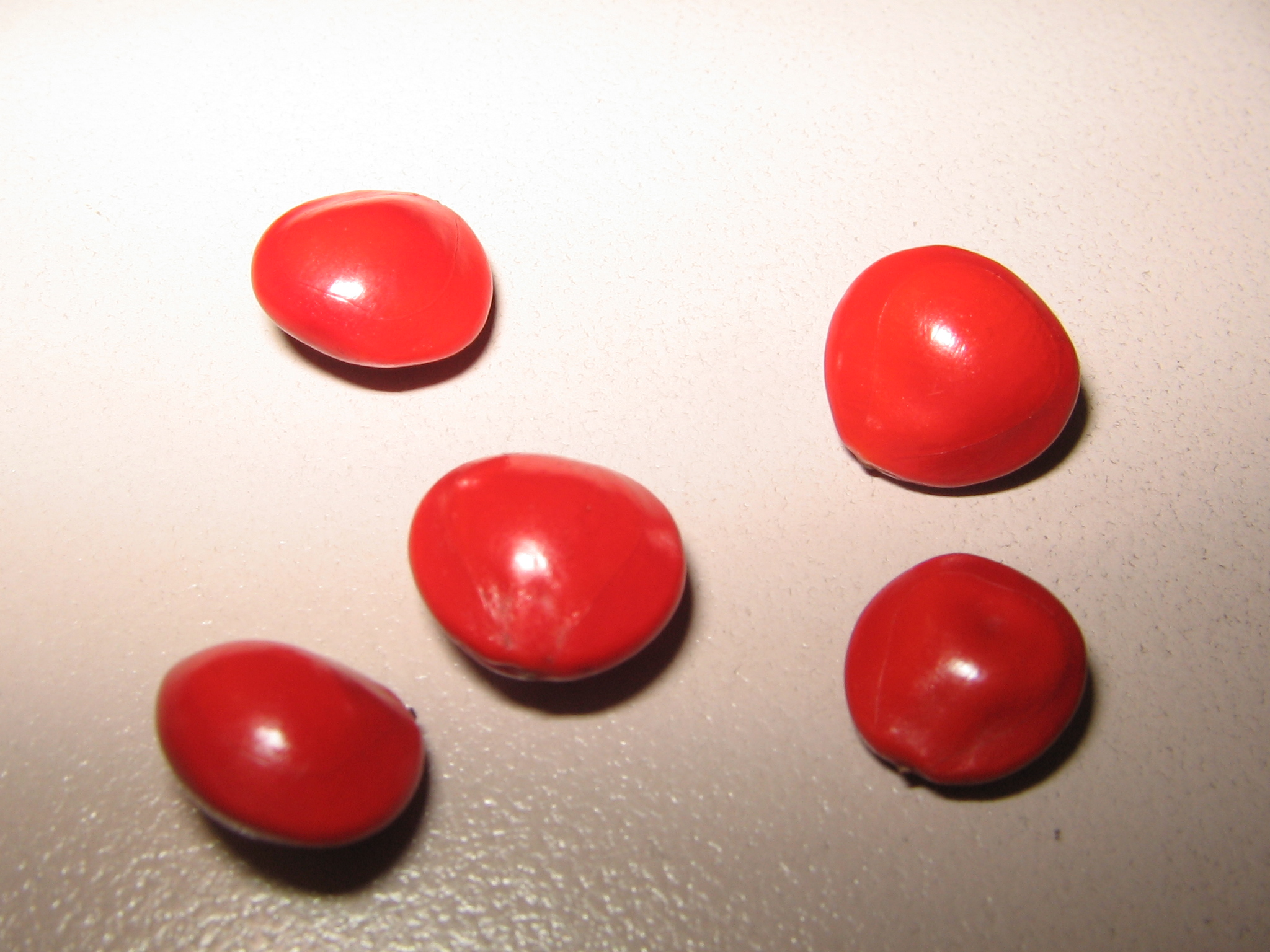